# 凯凯塔利克
凯凯塔利克（直译：「與島嶼同在」，格陵蘭語發音：[qɜqɜtːalik]）是格陵蘭的一個市镇，於2018年1月1日由前卡苏伊楚普市镇的南部四個地區成立。

## 地理
凯凯塔利克北面與同為2018年由卡蘇伊特薩普分離後新成立的阿万纳塔市镇相鄰，南側與凯卡塔市镇接壤。東側雖與塞梅索克市镇於西經45度劃分接壤，但因受到格陵蘭冰原阻隔而沒有來往。

## 城鎮
凯凯塔利克市镇內共有四個城市與8個村落。